# Симфонія № 9 (Малер)
Симфонія № 9, ре мажор — симфонія Густава Малера, написана у 1909–1910 роках, вперше виконана 26 червня 1912 року у Відні.
Симфонія складається з 4-х частин, проте, на відміну від класичного порядку, в цій симфонії 1-ша і 4-та частини — повільні:
1. Andante comodo
2. Im Tempo eines gemächlichen Ländlers. Etwas täppisch und sehr derb
3. Rondo-Burleske: Allegro assai. Sehr trotzig
4. Adagio. Sehr langsam und zurückhaltend

Тривалість твору — 80–85 хвилин. Написана для великого симфонічного оркестру, потрійний склад духових.